# Amazon Fire TV
Amazon Fire TV o simplemente Fire TV es una línea de dispositivos de streaming para televisores desarrollada por Amazon. Su primera generación fue lanzada en abril de 2014 en Estados Unidos. Estos productos han evolucionado hasta incluir el asistente virtual Alexa.
Amazon decidió brindarle más atención a esta serie de productos ante la pérdida de ventas que experimentaba la compañía en el tercer trimestre de 2014. El lanzamiento del Fire Phone ese mismo año no resultó beneficioso para crecer en ingresos y el Fire TV Stick fue presentado como una alternativa económica y así conseguir remontar en ganancias en la temporada navideña.
En 2017 Amazon comenzó a comercializar el Fire TV Stick Basic Edition en España y Latinoamérica.
Estos dispositivos se conectan a la entrada HDMI del televisor y para alimentarlos de energía cuentan con un cable USB y un adaptador de corriente. Con el objetivo de convertir un televisor en un Televisor inteligente, el Fire TV se conecta a una red inalámbrica de Internet. De este modo permite que los usuarios accedan a plataformas tan populares como Netflix, Youtube y Spotify, así como ejecutar miles de juegos y aplicaciones. 

## Software
El sistema operativo de Fire TV es Fire OS, el cual está basado en Android, pero no usa los servicios de Google y posee su propia tienda de aplicaciones. También permite instalar .apk de forma manual.

### Funcionamiento[3]
El sistema requiere de una cuenta Amazon, una vez ingresada, la interfaz nos presenta diferentes apartados:
- Inicio: Es la pantalla principal, donde se puede ver y acceder a todas las aplicaciones instaladas, del mismo modo que a otro contenido relacionado o disponible en ellas.
- Categorías: Es donde están todas las aplicaciones disponibles clasificadas por categorías: Cocina, Compras, Comunicación, Educación, Entretenimiento, Fotografía, Juegos, Música, Noticias, etc.
- Configuración: Es donde encontramos todos los ajustes disponibles para realizar en el dispositivo, desde la posibilidad de conectar dispositivos bluetooth como auriculares, altavoces o mandos de juegos, hasta información de las aplicaciones instaladas, cuentas iniciadas, sección de ayuda, opciones de imagen y sonido, replicar pantallas, etc.

#### Contenido destacado
En la pantalla de Inicio se suelen destacar los contenidos de vídeo bajo demanda de Amazon. De esta forma, Prime Video e IMDb TV se posicionan de manera estelar en las recomendaciones que ofrece Fire TV.

#### Control remoto
El mando de la primera generación de estos productos funciona con dos pilas AAA y todos sus botones son mecánicos, donde destaca el círculo superior que sirve para desplazarse entre los diferentes menús, así como para el control de juegos. El mando de la segunda generación posee micrófono e incluye el botón de comando de voz para comunicarse con Alexa.

## Dispositivos de la línea Fire TV
Desde 2014 se han puesto a la venta los siguientes modelos:
- Fire TV (Box) [Descontinuado]
- Fire TV Stick Basic Edition
- Fire TV Stick con Alexa Voice Remote
- Fire TV Stick 4K
- Fire TV 4K (Pendant) [Descontinuado]
- Fire TV Cube
- Fire TV Stick (3.ª generación)
- Fire TV Stick Lite
- Fire TV Cube (2ª generación)
- Fire TV Stick 4K Max
- Fire TV Cube (3.ª generación)

Desde 2017 Amazon acuerda con diferentes marcas para que incluyan Fire TV en sus televisores inteligentes.
Amazon también comercializa Fire TV Recast, un grabador de vídeo digital, como complemento.

## Productos similares
Algunos competidores de Fire TV son:
- Chromecast
- Apple TV
- Roku
- Xiaomi Mi TV Box
- Nvidia Shield TV
- TiVo Stream